# 戦犯者
戦犯者（せんぱんしゃ）とは、第二次世界大戦で日本が降伏した後、連合国から戦争犯罪容疑者としての扱いを受けた人々を総称する言葉。これに対して「戦犯」という言葉は厳密には「戦争犯罪人」として有罪判決を受けた者を指す。
調べの結果、戦犯者（戦争犯罪容疑者）の一部は起訴され、国際軍事法廷で裁かれ、「戦争犯罪人」とされた。容疑によって、A級戦犯、BC級戦犯に分けられる。
ただし、戦犯者（戦争犯罪容疑者）として逮捕・取り調べ後に不起訴釈放された者までも、慣習的に「戦犯」という呼称が使われる場合がある。
また「戦犯」、「戦犯者」のほか、「戦争受刑者」、「昭和殉難者」、「殉国烈士」という表現が用いられた場合もある。

## 参考図書
- 巣鴨遺書編纂会『世紀の遺書』巣鴨遺書編纂会刊行事務所 1953年
- 上坂冬子『巣鴨プリズン13号鉄扉』新潮社 1981年
- 伊藤隆編『「戦犯者」を救え- 笹川良一と東京裁判 2』中央公論新社 2008年 - 笹川良一